# 瓦什洛瓦尼國家公園
41°12′N 46°23′E / 41.200°N 46.383°E

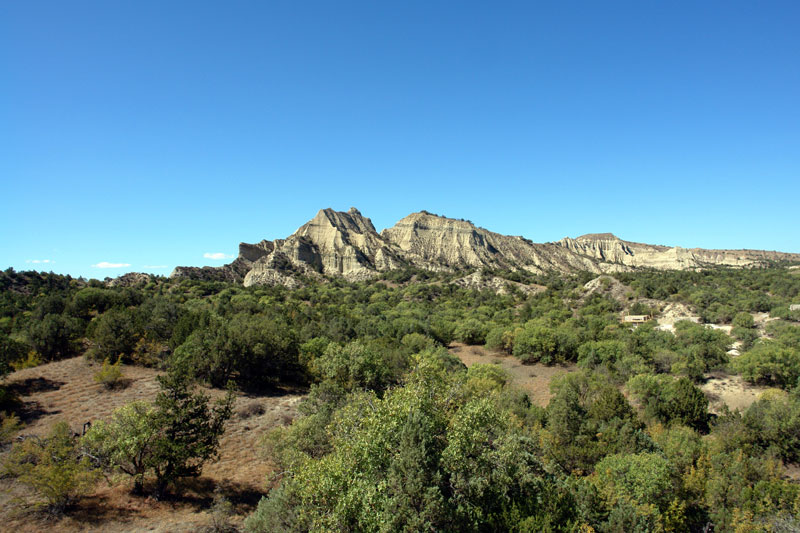

瓦什洛瓦尼國家公園是格魯吉亞的國家公園，位於該國东部卡赫蒂大区代多普利斯茨卡羅市鎮内。成立於1935年，面積251平方公里，有亞洲胡狼、赤狐、狼、歐亞猞猁、棕熊、叢林貓、豪豬等野生動物棲息。